# DayRe:のRe:Re:Re:Re:Re:カーニバル
『DayRe:のRe:Re:Re:Re:Re:カーニバル』（デイリーのレッツゴーカーニバル）は、セカンドショットが制作し、2021年1月19日からニコニコチャンネルと連携した形でニコニコ生放送にて配信されているインターネット番組。
2025年4月29日までの番組タイトルは『ミュージックレイン3期生 新番組ベータ版』（ミュージックレインさんきせい しんばんぐみベータばん）。2025年5月5日にミュージックレイン3期生（相川奏多、橘美來、夏目ここな、日向もか、宮沢小春）がユニット「DayRe:」としてデビューすることが発表され、同月6日より番組タイトルを『DayRe:のRe:Re:Re:Re:Re:カーニバル』に改名した。

## 概要
ミュージックレイン主催の「第3回スーパー声優オーディション」の合格者であるミュージックレイン3期生（相川奏多、橘美來、夏目ここな、日向もか、宮沢小春）がパーソナリティを務め、「声優として、人としてステップアップすることを目的」としたインターネット番組。メンバー5人の中から毎週2名ずつ進行ポジションとゲストポジションが選ばれ、出演する。

### 配信時間
- 毎週火曜日 23:30 - 23:50[5]
  - ニコニコチャンネルでは配信直後にアフタートーク、および1週間のタイムシフト期間終了後に完全版のアーカイブが有料会員限定で公開されている。 =====
  - YouTubeの「セカンドショットちゃんねる」でも本編のみ同時配信されており、隔週水曜日14:00に前日に配信した「本放送」のアーカイブを2週間限定で公開。
  - 2024年6月8日から受けたニコニコサービスへのサイバー攻撃の影響により、ニコニコサービス全体が利用できなくなったため、本配信は第175回（2024年6月11日配信）はYouTubeのみとなり、第176回（2024年6月18日配信）よりニコニコ生放送の代替配信はOPENREC.tvとなった。また、ニコニコチャンネル会員向けの完全版アーカイブおよびアフタートークはニコニコサービス復旧後に公開される予定だったが、大規模メンテナンスが長期となったため、期間中の完全版アーカイブとアフタートークはOPENREC.tvに一時的に移行し、OPENRECサブスク限定で公開されていた[6]。第184回（2024年8月20日配信）でOPENREC.tvでの代替配信を終え、ニコニコチャンネルサービス再開後の第185回（2024年8月27日配信）よりニコニコ生放送での配信に戻った。

## コーナー

### ミュージックレイン3期生 新番組ベータ版

#### 共通コーナー
本日のトピック
MCとゲストが選んだ時事ニュースを話題として展開されるトークコーナー。

#### パーソナリティコーナー
※MCになった人物によってコーナーが毎回変化する。
JK奏多の昭和学→TA奏多の昭和学！→TA奏多の昭和学！
相川の担当コーナー。リスナーから昭和に関するクイズを募集して昭和の出来事に対しての理解を深める。
橘美來の美來思考
橘の担当コーナー。リスナーからテーマを募集して、橘とゲストでディベート対決を行う。
夏目ここな は理系なので、科学実験クイズで3択だったら不正解なんてありえません。
夏目の担当コーナー。リスナーから科学実験に関するクイズを募集して、夏目とゲストが回答する。
日向もかのYou can do it!!
日向の担当コーナー。リスナーから応援してほしいことを募集して、日向がエールを送る。
宮沢小春の『やだやだ』ランキング！
宮沢の担当コーナー。リスナーから日常の中の不幸な出来事を募集して、宮沢がその不幸の内容から「やだやだランク」を判定し、最高ランクの5やだやだを獲得するとステッカーが送られる。

### DayRe:のRe:Re:Re:Re:Re:カーニバル

#### 共通コーナー
日めくりトーーーーーク！
「今日はこんな日なんです！」という情報から、MCとゲストの2人が発想したテーマでトークを展開する。

#### パーソナリティコーナー
※MCになった人物によってコーナーが毎回変化する。
目指せレッドカーペット！相川奏多のエピソードシアター！
相川の担当コーナー。メンバー随一の映画好きである相川奏多が、視聴者から送られてきたエピソードをゲストとともに即興ドラマ化するコーナー。日常で起きた喜劇や悲劇を、ドラマチックに演じてみせる。
青コ～ナ～ 橘～美來～～！
橘の担当コーナー。四角いリングで挑戦者側が立つ「青コーナー」に立つ橘美來が、チャンピオン側に立つゲストと様々な勝負を行う。勝負の内容は視聴者から募集される。
緑のおねえさ～ん！
昭和の時代に子どもたちの安全を見守った「緑のおばさん」の魂を夏目ここなが継承するコーナー。日常で感じるちょっとした疑問を募集し、“令和の緑のおねえさん”こと夏目ここなが解決する。
キレンジャーはカレー好き
日向の担当コーナー。「テンションが上がる・元気が出る・活力が湧くコト」を募集し、その中から5つをピックアップ。日向もかとゲストが、自分だったらどれが一番かをトークする。
明鏡止水 小春寺
宮沢の担当コーナー。視聴者からのライトブルーな（いわば、どうでもいい）悩みに、ネガティブ思考の宮沢小春が答えるコーナー。視聴者の力になると共に、宮沢自身もポジティブ思考を高めることを目指す。

### 共通の不定期コーナー[15]
ふつおた
視聴者から「普通のメール」、いわゆる「ふつおた」を募集するコーナー。DayRe:のメンバーに聞きたいことや話したいこと、番組の感想などが送られる。

## イベント
「ミュージックレイン3期生 新番組ベータ版」公開イベント2022
2022年10月29日に大和田さくらホールにて開催。ニコニコ生放送でも有料チケット制で生配信を実施。
「ミュージックレイン3期生 新番組ベータ版」公開イベント2023
2023年10月28日に大和田さくらホールにて開催。ZAIKOでも有料チケット制で生配信を実施。
ゴーレボ×ミュージックレイン3期生新番組β版コラボイベント
2024年9月16日に大和田さくらホールにて開催。
『ゴー☆ジャス＠レボ☆リューション〜こんな声優ファン☆タスティック with 日向もか〜』からゴー☆ジャスが出演。
DayRe:のRe:Re:Re:Re:Re:カーニバル!!番組イベント2025
2025年7月5日に科学技術館サイエンスホールにて開催予定。